# 克洛派爾峰

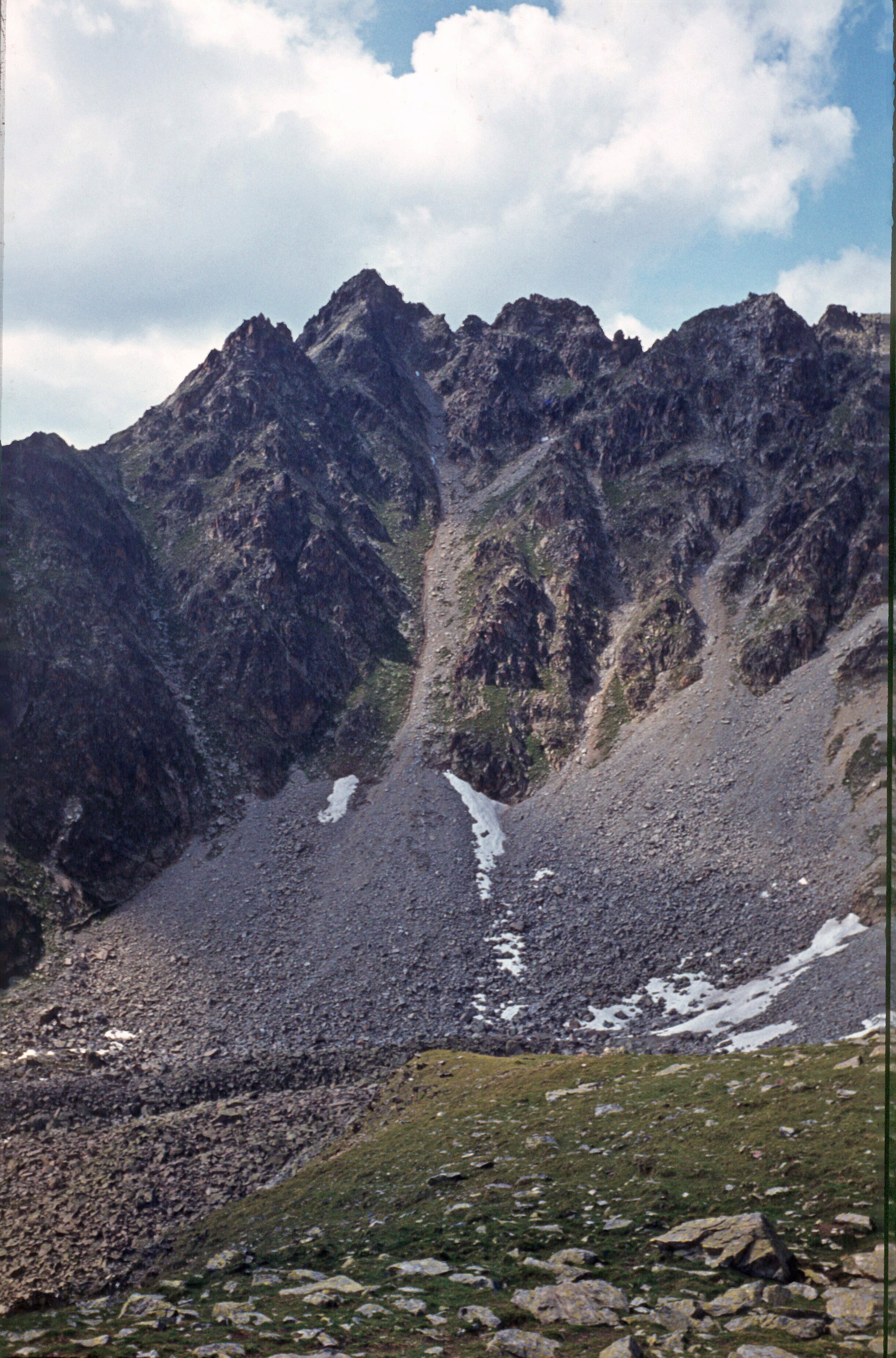

46°50′16″N 10°32′46″E / 46.83778°N 10.54611°E
克洛派爾峰（德語：Klopaierspitze），是中歐的山峰，位於奧地利和意大利接壤的邊境，屬於奧茨塔爾阿爾卑斯山脈的一部分，該山峰海拔高度為2,918米。